# Uracanthus parvus
Uracanthus parvus är en skalbaggsart som beskrevs av Lea 1916. Uracanthus parvus ingår i släktet Uracanthus och familjen långhorningar. Inga underarter finns listade i Catalogue of Life.